# 鞘柄木
鞘柄木（学名：Torricellia tiliifolia）为鞘柄木科鞘柄木属的植物。分布在不丹、尼泊尔、锡金以及中国大陆的云南、西藏等地，生长于海拔1,640米至2,600米的地区，常生于林缘及森林中，目前尚未由人工引种栽培。

## 别名
叨里木（中国树木分类学） 大接骨（拉汉种子植物名称）